# Porcostoma dentata
Porcostoma dentata és un peix teleosti de la família dels espàrids i de l'ordre dels perciformes.

## Particularitats
Porcostoma dentata És l'única espècie del gènere Porcostoma.
Pot arribar als 36 cm de llargària total.
Es troba a les costes meridionals africanes de l'oceà Índic.